# Totally Spies!
Totally Spies! (рус. «Тотали Спайс!» или «Абсолютные шпионки») — франко-канадский мультипликационный сериал, созданный французской анимационной студией «Marathon Media». Стилистика рисовки имитирует стиль аниме. В сериале рассказывается о трёх верных подружках-шпионках из Беверли-Хиллз, Калифорния, США. Транслируется с 3 ноября 2001 года, премьера во Франции состоялась 3 апреля 2002 года по каналу «TF1», премьера в Канаде — 2 сентября 2002 года по каналу «Teletoon». С 3 по 5 сезоны производилась совместно с канадской компанией Image Entertainment Corporation.

## Сюжет
Сюжет вращается вокруг девушек Кловер, Сэм и Алекс, которые тайно работают в организации по защите людей WOOHP (World Organization of Human Protection) (Всемирная Организация Защиты Людей), позже названной в русском переводе канала «Jetix» ВОЗЛ, а в переводе «Nickelodeon» ВОЗЧ (Всемирная Организация по Защите Человечества), которую возглавляет пожилой британец Джерри Льюис (он же и создал эту организацию примерно в 1970-х годах). Шпионкам приходится совмещать работу в агентстве с жизнью обычных школьниц старшей школы Беверли-Хиллз, свиданиями, шопингом, а ещё скрывать от назойливой одноклассницы Мэнди, кто они такие на самом деле.
В пятом сезоне сериала Кловер, Сэм и Алекс уже окончили школу и учатся в университете Малибу.

## Персонажи

### Главные персонажи
- Кловер Мэйсон — девушка со светлыми волосами и голубыми глазами. Носит красный шпионский костюм. Очень влюбчивая и модная. Она имеет стереотипный характер типичной блондинки: всегда гоняется за последними новинками моды и знакомится только с красивыми парнями. Любит ходить по магазинам, в спа-салоны и торговые центры вместе с Алекс и Сэм. Ненавидит Мэнди, имеет аллергию на нарциссы. Вегетарианка.
- Саманта «Сэм» Симпсон — девушка с длинными рыжими волосами и зелёными глазами. Носит зелёный шпионский костюм. Она является самой умной и самой ответственной в команде, поэтому берёт на себя роль лидера в трио. Очень похожа на свою мать Гэбби. Имеет аллергию на сыр тофу.
- Александра «Алекс» Хьюстон — девушка с короткой чёрной стрижкой боб-каре и смуглой кожей, занимается активными видами спорта, жизнерадостна. По знаку зодиака Рыба. Носит жёлтый шпионский костюм. Как и Сэм с Кловер, любит ходить по магазинам и спа-салонам, но ей также нравится заниматься тхэквондо и карате, хотя она может отдать предпочтение тренажёрному залу, где всегда можно познакомиться с красивыми парнями. Аллергия на кошек. Также у неё есть свой домашний питомец — свинка Уинки, с которой она однажды выступала на конкурсе собак.
- Джеральд «Джерри» Льюис — мужчина средних лет, очень серьёзный британский джентльмен. Имеет брата-близнеца Тэрренса, который стал злодеем и вёл против него борьбу. Является основателем и главным администратором W.O.O.H.P. (Всемирная Организация Защиты Людей или Всемирная Организация по Защите Человечества). В дубляже сериала организацию называли «Вуп», «Возл» и «Восч». Почти всегда вызывает девочек в штаб в самый неподходящий момент. Обеспечивает поддержку миссии информацией или непосредственным участием. Он часто раздражает девушек, но, если им угрожает смертельная опасность, помогает. Понемногу формирует с ними близость на манер отца и дочерей. Чаще всего его можно найти на работе или дома у своей матери в Лондоне.
- Аманда «Мэнди» Люкс — девушка-соперница девчонок. У неё красивые длинные волосы и фиолетовые глаза. В школе она является популярной и стильной девушкой (по её мнению), но главные героини и много других людей видят в ней неприятную личность. В одной из серий (в серии «Зловещее кафе») Мэнди становится одной из шпионок (ей выдали фиолетовый костюм), но она полностью оставила эту работу, так как для неё эта ноша оказалась непосильной; ради конспирации ей стёрли воспоминания о пережитом. С ней всегда ходят две лучшие подружки — Доминик и Кейтлин. В 5 сезоне они поступили в другой университет и Мэнди ходила вместе со своей кузиной. В 6 сезоне с ней ходил Трент. Мэнди занимает примерно среднее положение между первостепенными и второстепенными героями — она присутствует в каждой серии, но на основной сюжет практически не влияет, играя в основном комедийную роль.

### Второстепенные
- Минди — двоюродная сестра Мэнди, появляется только в 5 сезоне. Внешне почти идентична Мэнди, но является блондинкой с волосами до плеч. Она такая же вредная, как Мэнди, однако, в отличие от подружек Мэнди Кейтлин и Доминик, Минди иногда высмеивает Мэнди. Несмотря на это, двое кузенов кажутся очень близкими.
- Габриэлла, Кармен и Стелла — мамы Сэм, Алекс и Кловер. Они очень похожи на своих дочерей. В первых сезонах они не в курсе того, что они шпионки на службе WOOHP; они наконец открывают секрет в конце 4 сезона и пытаются заставить своих дочерей отказаться от этого занятия, которое они считают слишком опасным. После многих приключений они соглашаются это принять и даже заходят так далеко, что сами временно становятся шпионками, чтобы спасти дочерей, после чего они стали официальными агентами WOOHP. Стелла и Габриэлла появляются в последний раз в 6 сезоне: первая навещает Кловер в Малибу, а вторая получает свой юбилейный подарок от Сэм.
- Трент — одноклассник шпионок и стажёр Мэнди. Впервые появился в 6 сезоне. Возит Мэнди на машине для гольфа. Фразы, которые он чаще всего говорит в мультфильме: «Да, Мэнди» или «Как скажешь, Мэнди». Носит белую рубашку, чёрную жилетку, галстук малинового цвета и чёрные штаны. Более подробно личность персонажа раскрывается в серии «Безобразия Трента». Он узнал, что Сэм, Кловер и Алекс шпионки, в то время, как они сражались с огромным скорпионом, из-за чего Джерри пришлось стереть ему память. Однако во время стирания памяти смешались ДНК Трента и скорпиона, и парень в результате стал злодеем. В конце этой же серии шпионки победили Трента, и Джерри вывел из него ДНК скорпиона, вновь сделав обычным человеком.
- Г. Л. Э. Д. И. С. — Главная Локальная Электронно-Дистрибутивная Информационная система. Компьютер с искусственным интеллектом. Порой вызывает у главных героинь головную боль. В ходе сериала было показано, что у неё могут быть увлечения, например, показ фокусов. Также она стремится самостоятельно обеспечивать безопасность шпионок наиболее рациональным, по её мнению, способом, а потому может игнорировать приказы, дополнять их или отказываться. Дизайн Г. Л. Э. Д. И. С. очень схож с Ширка из франко-японского анимационного сериала Ulysses 31. В ещё большей степени на неё похожа GLaDOS из серии игр Portal, увидевшая свет 6 лет позднее. С пятого сезона полностью убрана из сериала.
- Дэвид — очень романтичный юноша, в которого были влюблены все три главные героини. Предпочитает искусство, играет на гитаре, увлекается поэзией, любит природу и историю. Появлялся, в основном, во втором сезоне и один раз в четвёртом.
- Арнольд Джексон — одноклассник девушек, вундеркинд, социально не приспособленный к жизни. В некоторых сериях является подхалимом Мэнди, но чаще всего дразнит её. Иногда он непреднамеренно является преградой для шпионок, а в одной серии даже временно стал злодеем (не по своей вине).
- Бритни — стажёр-шпион «WOOHP». Имеет длинные чёрные волосы и желтоватый оттенок кожи. Впервые появляется в эпизоде «Алекс уходит», позже возвращается в сезонах 3 и 5. Поначалу Алекс ревновала Сэм и Кловер к ней, посчитав, что Бритни лучше подходит команде, но позже сдружилась с ней. Носит синий шпионский костюм. Любит шахматы и гимнастику. Многому научилась у шпионок. Её новая команда состоит из неё и двух очень симпатичных парней. Отчаянная и готова на всё. Позже была переведена в Австралию для работы с парнем Кловер — Блэйном.
- Дин — парень-агент «WOOHP», инструктор для кадетов и готовящихся к повышению. Впервые появился в серии «Повышение вниз» в качестве тренера и позднее был показан в серии «Звёздная болезнь». Он нравится всем трём девочкам. Позже был переведён в отдел по разработке гаджетов.
- Блэйн — парень Кловер, также агент «WOOHP». Первоначально был врагом девочек, т.к. был обманут злодеями и считал Кловер преступницей, но позже присоединился к их команде. У Блэйна тёмные волосы и зелёные глаза. Позже его перевели в Австралию, и он стал работать в паре с Бритни. Любит сидеть в кафе, смотреть романтические комедии и играть в волейбол. В 6 сезоне раскрывается, что они с Кловер в итоге расстались, но она явно об этом жалеет.
- Терренс Льюис — брат-близнец Джерри, у него седые волосы (изначально светлые или рыжие). Впервые появился в конце 3-го сезона в серии «Одно продвижение из ада». Он является типичным примером «сбившегося с пути близнеца»: постепенно погрузившись в организованную преступность после того, как его собственный брат в годы учёбы в колледже ложно обвинил его в обмане, он поклялся всеми средствами заставить его выплатить свой долг. Ради дистанции от брата сделал себе ряд пластических операций, благодаря чему стал совершенно не похож на Джерри. После попытки устранить его, манипулируя шпионами, он «завербовал» бывших преступников, захваченных WOOHP, и вместе с ними основал преступную организацию под названием NULOS (аббревиатура от New Ultra-villains to Liquidate and Oppress the Spies), лидером которой он является. Персонаж "общей нити" 4 сезона, в конечном итоге он окажется в плену со всеми своими сообщниками во время ещё одной попытки уничтожить WOOHP.
- Хельга Фон Гугген — коварная модельерша, вечно досаждавшая шпионкам своими сумасшедшими идеями. К ним относятся: превращения всех людей в шубы, удушение с помощью одежды, а также браслеты, из-за которых шпионки забыли, кем они являются. Влюблена в Терренса.
- Джаз Хэндз — художник пантомимы, который говорит с французским акцентом. В его интересы включаются все темы пантомимы, и цель превратить весь мир в его собственную империю мимов. Он носит старомодный чёрный смокинг, грим клоуна, плащ, тёмно-красные штаны и цилиндр. Его образ напоминает Такседо Маска из «Сейлор Мун». Джаз Хэндз стал злодеем из-за особой причины: он ненавидит всех красноречивых актёров (то есть певцов, комиков и т. д.), потому что, из-за них «чистое искусство пантомимы» никто не ценит, и таким образом, «только молчание может восстановить прежнюю славу пантомимы» — так выражается Джаз. Его оружие (в первом появлении в 4 сезоне, серия «Искусство Пантомимы») является аккордеон, который содержал в себе лазерное устройство, превращающее людей в мимов. Сэм и Алекс по неосторожности так же были превращены в мимов. Его аккордеон попадает во владение В.О.З. Л., а Сэм и Кловер используют его для того, чтобы заставить Алекс замолчать, после того как та выдаёт при всех чужую тайну. В 5 сезоне Джаз Хэндз был выпущен из тюрьмы, но Сэм поручают провести наблюдение за ним. Она обнаруживает его логово: мим построил себе личный тематический парк пантомимы, который он стал использовать для того, чтобы превращать человечество в безмолвных мимов. Сэм принимает образ своего альтер эго — мисс Чуткие Пальцы, чтобы войти в доверие к Джазу Хэндзу и затем разрушить его коварные планы. В этой арке Джаз Хэндз влюбляется в Сэм, одаривает её подарками и романтичными словами, и даже берёт её за руку в бистро-кафе. В конечном счёте, после обнаружения её истинной личности, он превращает её в одну из его зомби-мимов, а впоследствии говорит о желании сделать её своей «Королевой пантомимы». Джаз Хэндз также спросил, не изучала ли Саманта установленные порядки пантомимы должным образом в школе Пантомимы. Сам Джаз заявил, что получил «диплом от международной академии пантомимы». У Джаза Хэндза (во время встречи с Самантой под именем мисс Чуткие Пальцы) были показаны черты воспитанного, романтичного джентльмена, который фактически наслаждался беседой. У Джаза Хэндза также показано и чувство юмора. Так, в одной из серий он заявляет, что пантомимы не разговаривают только когда выступают. Он даже задаёт шпионкам вопрос, для чего ему нужен мобильный телефон, если бы он не говорил. Однако, его преображение вскоре прекращается, когда он пытается осуществить свой хитрый план.
- Тим Скэм — злодей, который раньше работал в агентстве техником по оружию и был уволен за нелегальное использование технологий ВОЗЛ в личных целях. Впервые появляется в серии "новый Джерри", где решает жестоко отомстить, похищая Джерри и поменяв своё имя на «Мак Смит». Говорит шпионкам, что их бывший шеф Джерри ушёл на пенсию, тем самым становясь их новым начальником. Также встречался в нескольких других сериях с целью отомстить шпионкам, например с помощью их матерей в серии "Дорогие Мамули", а чуть позже присоединяется к Терренсу и команде в 4 сезоне.
- Бабуля — старая и милая женщина. В прошлом — самый известный грабитель банков. Во второй раз появляется в 6 сезоне. Она сделала кексы, подчиняющие разум её воле. Считает Алекс самой лучшей из шпионок. Хочет украсть денег и провести остаток дней со своей бандой на собственном острове.
- Марсо Люмьер — отвергнутый и безумный кинорежиссёр, который решил отомстить, похищая знаменитостей с поля боя и заставляя их сниматься в своём фильме. В результате, вырвавшись из тисков собственного изобретения (специальных линз, которые позволяют на время замораживать людей), он сбегает с вертолёта WOOHP, которому поручено доставить его в тюрьму организации. Готовясь отомстить, он похищает Алекс в её доме, а затем собирает набор головоломок, предназначенных для Кловер и Сэм, чтобы они нашли место, где была похищена их подруга, в серии «Шпион родился. часть 2», но в итоге снова был пойман лично Джерри. Возвращается в серии «Суперзвезда Джерри», в котором он предлагает боссу WOOHP под прикрытием вымышленного имени роль актёра в вымышленном фильме. Таким образом Джерри нейтрализует, не зная об этом, различных врагов преступника. Тем не менее, Люмьер снова оказывается за решёткой после того, как его прикрытие упало и началась погоня по производственным студиям.
- Буги Гас — злодей, член NULOS. У него длинные вьющиеся чёрные волосы, и он лучший друг Теренса. Он хотел превратить Беверли-Хиллз в маленький мир 1970-х годов, затем он станет частью группы злодеев, созданных Теренсом (братом-близнецом Джерри).

## Роли озвучивали

### Английская версия
- Андреа Бейкер — Кловер
- Дженнифер Хейл — Сэм и Мэнди
- Кэти Ли — Алекс (сезон 1-2)
- Кэти Гриффин — Алекс (сезон 3-6)
- Джесс Харнелл — Джерри (сезон 1-2)
- Адриан Трасс — Джерри (сезон 3-6)
- Стиви Вэлланс — Г. Л. Э. Д. И. С. (сезон 3-4)

### Французская версия
- Фили Кейта — Кловер
- Клэр Гайот — Сэм
- Селин Мож — Алекс и Мэнди
- Жан-Клод Дондой — Джерри
- Лора Прежан — Г. Л. Э. Д. И. С.

## Видеоигры
Также существуют игры на основе мультипликационного сериала:

«Totally Spies! Totally Party» Обложка диска европейской версии игры для PS2

| Год  | Название                           | Разработка                             | Издатель     | Платформы                                                                          | Ref.          |
| ---- | ---------------------------------- | -------------------------------------- | ------------ | ---------------------------------------------------------------------------------- | ------------- |
| 2004 | Totally Spies!                     | TBA                                    | McDonald's   | Windows                                                                            | [ 1 ]         |
| 2005 | Totally Spies! The Mobile Game     | Gameloft                               | Gameloft     | Мобильная игра                                                                     | [ 2 ]         |
| 2005 | Totally Spies!                     | Mistic Software                        | Atari Europe | Game Boy Advance                                                                   | [ 3 ]         |
| 2006 | Totally Spies! Swamp Monster Blues | FiniteMonkey, Inc.                     | Mindscape    | Windows                                                                            | [ 4 ]         |
| 2006 | Totally Spies! Zombie Jamboree!    | FiniteMonkey, Inc.                     | Mindscape    | Windows                                                                            | [ 4 ]         |
| 2006 | Totally Spies! 2: Undercover       | Mistic Software                        | Atari Europe | Game Boy Advance / Nintendo DS                                                     | [ 5 ]         |
| 2007 | Totally Spies! Totally Party       | OUAT Entertainment / Mad Monkey Studio | Ubisoft      | Windows / PlayStation 2 / Wii                                                      | [ 6 ]         |
| 2007 | Totally Spies! 3: Secret Agent     | OUAT Entertainment                     | Ubisoft      | Nintendo DS                                                                        | [ 7 ]         |
| 2008 | Totally Spies! 4: Around the World | OUAT Entertainment                     | Ubisoft      | Nintendo DS                                                                        | [ 8 ]         |
| 2009 | Totally Spies! Mon Agenda Secret   | OUAT Entertainment                     | Ubisoft      | Nintendo DS                                                                        | [ 9 ]         |
| 2024 | Totally Spies! - Cyber Mission     | Balio Studio                           | Microids     | Windows / PlayStation 4 / PlayStation 5 / Xbox One / Xbox Series / Nintendo Switch | [ 10 ] [ 11 ] |

## Отзывы и рецензии
Мультсериал Totally Spies! критики и зрители оценивают неоднозначно. Журналист издания Inside Pulse считает проект подходящим для маленьких зрителей и называет его детской адаптацией «Ангелов Чарли». Рецензенты отмечают, что мультсериал оказался интересен и девочкам, и мальчикам, что говорит об увлекательном сюжете, ведь обычно мультфильмы с главными героями-девочками смотрят девочки. В этом плане «Totally Spies!» похож на «Покемон», оба проекта с одинаковым интересом смотрят дети 6-11 лет обоих полов. Благодаря этому мультсериал даже попал в список десяти мультфильмов для девочек, которые тайно смотрят мальчики.
Больше всего критики мультсериал получил от родительской аудитории. Родителей беспокоят жестокие сцены в мультсериале во время сражения шпионок со врагами и сексуальный подтекст, ведь главные героини часто появляются в бикини. Современные родители считают, что героини сериала транслируют сомнительные ценности: любовь к шопингу и гламурному образу жизни. Кроме того, неестественные пропорции фигур шпионок (напоминающие пропорции куклы Барби и фей Клуба Винкс, которые также многократно подвергались критике) могут вызвать у юных зрительниц психологические проблемы.

## Франшиза
22 июля 2009 года во Франции вышел фильм «Тотали Спайс! Фильм». В нём рассказывается о том как Кловер, Сэм, Алекс стали шпионками.
15 марта 2009 года компания Marathon Media выпустила спин-офф мультсериала под названием «The amazing spiez!» (рус. «Удивительные шпионы»). Сериал повествует о новых приключениях Джерри и детей-шпионов WOOHP. Героев четыре — трое мальчиков и одна девочка: Ли, Меган, Марк и Тони. В нём также эпизодически появляются герои мультсериала «Totally Spies!» (Кловер, Сэм, Алекс и некоторые злодеи).
Мультсериал Totally Spies был принят очень хорошо как публикой, так и критиками. Проект занял одно из первых мест в британском рейтинге «Fox Kids UK» и первое место в рейтингах Франции, Италии, Нидерландов, Бразилии, США. Статистика показала, что сериал одинаково интересен и девочкам, и мальчикам. Девочки учатся у мультипликационных героинь тому, как можно сочетать работу и личную жизнь, а мальчики просто смотрят приключенческий фильм и с настоящим шпионским сюжетом.
Летом 2024 года студия Amazon объявила о будущем игровом сериале Totally Spies; исполнительным продюсером станет известный комедийный актёр Уилл Феррелл.
На Неделе моды в Нью-Йорке весна-лето 2025 году дизайнер Сэнди Лян представила коллекцию, вдохновлённую мультфильмом Totally Spies и гардеробом главных героинь.